# FC SKA-Jabárovsk
El SKA-Jabárovsk (en ruso, СКА-Хабаровск, abreviatura de: Спортивный Клуб Армии-Хабаровск; Sportivnyy Klub Armii-Хабаровск, Club Deportivo del Ejército de Jabárovsk) es un club de fútbol de la ciudad de Jabárovsk, en el Extremo Oriente ruso. Fue fundado en 1946, disputa sus partidos como local en el Estadio Lenin y compite en la Primera División de Rusia.

## Historia
El club participó en el campeonato soviético desde 1957, aunque nunca llegó a jugar en la Primera división de la URSS. El mejor puesto logrado por el SKA fue el sexto lugar que consiguió en la Primera Liga Soviética en 1980, y en 2006 acabó en quinta posición.
En la temporada 2012–13 el club firmó su mejor actuación en la división de plata al acabar en cuarto lugar y clasificarse para los play-off de acceso a la Liga Premier de Rusia por primera vez en su historia. Sin embargo, el SKA-Energiya fue eliminado por el FC Rostov por 2-0 y 0-1.
En la temporada 2016-17 el SKA consiguió el ascenso a la Liga Premier Rusa por primera vez en su historia después de finalizar el campeonato en cuarta posición, con 59 puntos, e imponerse en la eliminatoria de ascenso al Gazovik Orenburg en los penaltis (5-3) al empatar en los dos partidos (0-0).
El 22 de abril de 2018 certificó su descenso a la segunda categoría tras perder de local por 0:1 ante Dinamo.
En Copa, el mejor año fue en 1963, cuando alcanzó los cuartos de final de la Copa Soviética.

## Nombres anteriores
A lo largo de su historia el club ha tenido distintos nombres:
- DKA Jabarovsk (-1953)
- ODO Jabarovsk (1954)
- DO Jabarovsk (1955-1956)
- OSK Jabarovsk (1957)
- SKVO Jabarovsk (1957-1959)
- SKA Jabarovsk (1960-1999)
- SKA-Energia Jabarovsk (1999-2016)
- SKA-Jabarovsk (2016-)